# Theia Mons
Pour les articles homonymes, voir Théia (homonymie).
Theia Mons est un volcan bouclier situé sur la planète Vénus par 22,7° N et 281° E, au cœur de Beta Regio. Son diamètre est de 226 km et son point culminant dépasse 4 000 m au-dessus du rayon moyen de Vénus. Il est relié au nord à Rhea Mons et au sud à Phoebe Regio par Devana Chasma, qui mesure quelque 4 600 km de long.

## Compléments